# Malcolmia maritima
Espèce
Synonymes
- Cheiranthus littoreus All.[1]
- Cheiranthus maritimus L.[1]
- Hesperis maritima (L.) Lam.[1]
- Malcolmia maritima var. leucadiana Stork[1]
- Wilckia maritima (L.) Halácsy[1]

Malcolmia maritima, Giroflée de Mahon ou Julienne maritime, est une espèce de plante herbacée de la famille des Brassicacées.

## Liste des variétés
Selon Tropicos (7 juin 2021) (Attention liste brute contenant possiblement des synonymes) :
- Malcolmia maritima var. leucadiana Stork
- Malcolmia maritima var. maritima W.T. Aiton